# Система С-32 (АТС)
Система С-32 — первая и единственная советская, после распада СССР — Украинская, цифровая коммутационная система, обеспечивающая доведение цифрового потока до абонента со скоростью до 32 кбит/с.
Система С-32 — это цифровая коммутационная система, обеспечивающая доведение цифрового потока до абонента со скоростью до 32 кбит/с. Всем абонентам С-32 устанавливаются специально разработанные цифровые аппараты. Модульный принцип построения позволяет варьировать емкость станции в широком диапазоне с одинаково высокими финансовыми показателями.
Стык с другими сетями осуществляется через оборудование сопряжения, размещаемое на станциях этих сетей. Все модули С-32 имеют стандартизированные стыки и связаны во внутреннюю сеть. Станции различных типов и назначений строятся из унифицированного набора модулей.

## История создания
Первые исследования по созданию цифровых АТС велись в ЦНИИС с 1975 по 1978 год в рамках научно-исследовательских работ «ЦИФРА». Работа основывалась на исследованиях М. У. Поляка и В. М. Штейна — ведущих специалистов по цифровой передаче данных. Опытные работы завершились созданием опытного участка Москва — Комсомольск-на-Амуре. Опытная аппаратура была разработана и изготовлена в ЦНИИС.
В 1983 году М. У. Поляк в инициативном порядке начинает разработку цифрового оборудования АТСК-ЦА для замены координатных станций. Вместо 200 стативов АТСК достаточно было всего пять цифровых стативов.
В середине 80х годов руководство СССР поставило задачу Министерству связи СССР увеличить емкость сети электросвязи в два раза. 12 ноября 1987 года министр связи СССР В. А. Шамшин своим приказом № 600 открыл НИОКР по созданию цифровой АТС с доведением цифрового потока 32 кбит/с до абонента, поддержав инициативу ЦНИИС. НИР по теме «ЦИФРА», дали положительные результаты. Так была продемонстрирована возможность экономии до 50 % стационарного оборудования и уменьшение до 10 раз кабельной продукции. Так планируемая стоимость одного абонентского порта составляла $50–100.
Работы по созданию технических средств — ЭАТС и цифровых телефонных аппаратов системы С-32 были разделены между четырьмя организациями:
- ЦНИИС — головной институт министерства связи СССР, разработчик архитектуры и схемотехники ЭАТС-ЦА;
- КБ «Днепровское» — головной разработчик конструкторской и технологической документации ЭАТС-ЦА для серийного производства;
- Днепровский машиностроительный завод — производство оборудования ЭАТС-ЦА и внедрение на сетях связи. Создание мощностей для производства 3 млн портов в год;
- Витебское областное управление связи — организация опытной зоны и проведение опытной эксплуатации.

Главным конструктором был назначен первый заместитель Министра связи СССР Г. Г. Кудрявцев. Научный руководитель М. У. Поляк
В январе 1990 технический проект станции ЭАТС-ЦА был принят комиссией Министерства промышленности средств связи СССР и Министерства связи СССР.
С 1990 на ПО ДМЗ начались работы по созданию опытного образца.
В декабре 1992 приказом Министра связи РФ главным конструктором и научным руководителем назначен профессор Л. Е. Варакин, генеральный директор ЦНИИС. Первым заместителем — главный инженер ПО ДМЗ В. К. Костржицкий, главный инженер КБ «Днепровское». В. А. Яременко назначается заместителем главного конструктора по разработке документации ЭАТС-ЦА.
В 1993 году было завершено создание опытной зоны в г. Витебске. В январе 1994 г. комплекс ЭАТС-ЦА на опытной зоне был принят Межгосударственной комиссией в составе Министерств связи Украины, Российской Федерации, Беларуси и Министерства военно-промышленного комплекса и конверсии Украины.
По инициативе ДМЗ и с его непосредственным участием разработана «Комплексная программа создания единой Национальной системы связи Украины». В сентябре 1993 года постановлением Кабмина Украины программа утверждена.
В январе 1994 г. работы были приняты Государственной комиссией Министерства связи РФ и Комиссией Министерства машиностроительной промышленности Украины. После окончания испытаний ДМЗ начал выпуск установочной партии опорных городских станций.
Главным конструктором и научным руководителем был назначен профессор Л. Е. Варакин, генеральный директор ЦНИИС.
В июне 1995 г. в Запорожье были проведены сертификацонные испытания ЭАТС-ЦА. По итогам которых заводу был выдан «Сертификат соответствия Министерства связи Украины № 205, на производство и поставку ЭАТС-ЦА».
В октябре 1997 г. получен сертификат соответствия Республики Беларусь.

## Эксплуатация
В сентябре 1991 г. на свободных площадях Витебских АТС-1 и АТС-2 был введен в эксплуатацию макетный образец С-32 емкостью 2000 номеров с подключением 300 абонентов. Макет был изготовлен на ДМЗ, и состоял из одной стойки транзитной коммутации, стойки общестанционного оборудования и модуля технической эксплуатации на базе ЭВМ СМ-1420.
После доработок опытной станции, на ДМЗ был изготовлен серийный образец, который в феврале 1993 года был смонтирован там же, в Витебске. Емкостью 6000 номеров.
С 1994 по 1995 г. емкость станции была расширена до 10000 номеров, за счет установки выносных модулей абонентской концентрации за пределами АТС. К 1997 г. емкость станции была доведена до 30500 номеров.
20 января 1995 г. станция была принята в постоянную эксплуатацию. По состоянию на 1 апреля 2001 года к ЭАТС-ЦА подключено 29350 абонентов, что составляет 96,2 % емкости станции. К середине 2000 года введено в эксплуатацию в сетях Украины и Республики Беларусь 17 станций общей емкостью более 160000 номеров. Емкость станции варьируется от 5000 до 30000 номеров. К серийному производству была подготовлена станция С-32С, адаптированная к требованиям Российской Федерации.
| Город                 | Дата ввода в эксплуатацию    | Емкость на 1 апреля 2001 г. | Примечание                   |
| --------------------- | ---------------------------- | --------------------------- | ---------------------------- |
| Витебск               | 1994                         | 30500                       | Задействованная емкость 96 % |
| Запорожье-1           | 1995                         | 20000                       | Задействованная емкость 78 % |
| Луганск-1             | 1996                         | 24000                       | Задействованная емкость 56 % |
| Лисичанск             | 1997                         | 20000                       | Задействованная емкость 23 % |
| Днепропетровск-1      | 1997                         | 14000                       | Задействованная емкость 75 % |
| Запорожье             | 1998                         | 10000                       | Задействованная емкость 85 % |
| Черкассы              | 1998                         | 10000                       | Задействованная емкость 65 % |
| Петриковка            | 1998                         | 2500                        | Задействованная емкость 27 % |
| Комсомольск на Днепре | 1998                         | 6000                        | Задействованная емкость 60 % |
| Луганск               | 1999                         | 2000                        | Задействованная емкость 19 % |
| Терновка              | 1999                         | 4500                        | Задействованная емкость 17 % |
| Чернигов              | 1999                         | 10000                       | Задействованная емкость 10 % |
| Кривой Рог            | 2000                         | 10000                       | В процессе монтажа           |
| Кременчуг             | 2000                         | 10000                       | В процессе монтажа           |
| Луганск-2             | 2000                         | 10000                       | В процессе монтажа           |
| Мелитополь            | 2000                         | 10000                       | В процессе монтажа           |
| Днепропетровск-2      | 2000                         | 20000                       | В процессе монтажа           |
| Луганск-3             | 2000                         | 20000                       | В процессе монтажа           |
| Днепропетровск-3      | 2000                         | 10000                       | В процессе монтажа           |
|                       | Общая установленная емкость: | 261500                      |                              |

## Технические подробности

### Абонентская сеть
Сеть включает в себя: абонентское оборудование, оборудование абонентского мультиплексирования, кабельные линии.
В число абонентского оборудования входит:
- Цифровой телефонный аппарат;
- Адаптеры для подключения аппаратуры передачи данных или модемов аналоговой аппаратуры;
- Различные типы таксофонов;

Основной особенностью построения Системы является доведение цифровых потоков абонентских каналов со скоростью 32 кбит/с непосредственно до абонентских терминалов.

### Станционное оборудование
В состав станционного оборудования Системы входят:
- Оборудование абонентской концентрации — необходимо для концентрации на промежуточных линиях абонентской нагрузки. Каждый модуль выполняет функции: контроль активности, прием номера вызываемого абонента или кода услуги, передачу необходимых сигналов коммутации, коммутацию промежуточных линий, обмен управляющими сигналами, контроль исправности оборудования;
- Оборудование транзитной коммутации — осуществляет соединение промежуточных линий с межстанционными линиями;
- Оборудование сопряжения — обеспечивает сопряжение интерфейсов между оборудованием С-32 и оборудованием встречных станций любых типов (для других станций Системы не требуется). Располагается на встречной станции. Обеспечивает передачу цифрового сигнала на скорости 2048 кбит/с. Соединяется по 60 линиям, соответствующих типу станции;
- Общестанционное оборудование — обеспечивает работу всех модулей станции, синхронизацию работы, формирование необходимых тактовых частот, формирование фазирующих и служебных сигналов. Формирует тактовый сигнал частотой 2048 кГц, формирует цифровые и тональные сигналы для взаимодействия с абонентами, транзит сообщений между ЛВС и модулями абонентской концентрации;
- Оборудование технического обслуживания и эксплуатации — обеспечивает доступ обслуживающего персонала ко всем техническим средствам сети, станционному оборудованию и оборудованию сопряжения. Построен на базе PC-совместимого компьютера и коммутатора сообщений для подключения к сети С-32.

### Абонентская аппаратура
- Цифровой телефонный аппарат — обеспечивает передачу цифрового сигнала до 32 кбит/с, благодаря использованию для аналого-цифрового преобразования адаптивной дифференциальной импульсно-кодовой модуляции. Для защиты от прослушивания линии сигнал скремблируется в телефонном аппарате. Сигнал к Системе передается широтно-манипулирующими импульсами, имеющими разную полярность в направлении приема и передачи. Эти же импульсы несут синхросигнал, поступающий от мультиплексора.
- Удаленный абонентский мультиплексор — является оконечным устройством групповой абонентской линии, объединяющей до 63 цифровых телефонных аппарата.
- Для подключения обычных аналоговых телефонов существовали специальные адаптеры[1], обеспечивающие преобразования аналогового сигнала в соответствующий требованиям С-32 цифровой.

### Передача факсов и данных
В силу цифровой природы передачи сигнала по абонентским линиям, рассчитанная на аналоговые линии аппаратура передачи данных и факсов даже при подключении к абонентской через специальный адаптер работала плохо и на низкой скорости или не работала вообще. Предпочтительным методом обеспечить передачу данных являлось использование специализированных адаптеров передачи данных, поставлявшихся рядом производителей, в том числе независимых от основного разработчика С-32.

### Программное обеспечение
Архитектура ПО базируется на концепции виртуальной машины и модульно-интерфейсном принципе. ПО написано на языке высокого уровня Модула-2.
Иерархию ПО можно разделить на следующие уровни:
- ПО Системы С-32;
- ПО модуля;
- Программная система;
- Программная подсистема;
- Внешний процесс;
- Внутренний процесс.

Ресурсы можно разделить на:
- Ресурсы управления;
- Периферийные устройства;
- Линии;
- Физическое время.

В ПО С-32 доступ к ресурсам возможен двумя способами: драйверным и мониторым.
Драйверный применяется для доступа к периферии, общему полю памяти и каналам внутренней сети. Мониторный применяется для выделения процессорного времени для процессов и выделении линий абонентам под разговоры, обмена сигналами установления соединения и тд.
ПО формально состоит из трех частей:
- Резидентное ПО, такое как базовая ОС, супервизор, обработчик вызовов, система управления данных, не зависящее от конкретной станции. Записано в ПЗУ управляющих устройств;
- Оверлейное ПО, частично зависящее от конкретной станции — загружается с носителя;
- База данных, которая описывает конкретную станцию так же загружается с носителя.

## Цифровая система коммутации «Днепр»
После развала СССР потребность для рынка сетей общего пользования в Украине составляла около 10 млн портов, и его развитие было рассчитано на АТС украинского производства. Применение зарубежных ЭАТС планировалось только для междугородних станций и особых проектов. В сложившейся ситуации начала 90х годов, прогнозы для существующей С-32 были достаточно оптимистичными, но постепенно на рынок Украины начали заходить иностранные компании, такие как Siemens (EWSD), AT&T (5ESS).
При рассмотрении первых модификаций ЭАТС-ЦА, Министерство связи Украины начало включать в характеристики проектов модернизации сетей связи требования, которые пока небыли реализованы. Одним из основных требований было предоставление цифрового потока со скоростью 64 кбит/с. Так же недостатком системы считалось то, что права на программное обеспечение для модернизации ЭАТС-ЦА осталось за разработчиком С-32 — ЦНИИС.
Руководством ДМЗ было принято решение, на основе архитектуры С-32 разработать новую ЭАТС, соответствующую рекомендациям Международного союза электросвязи.
КБ «Днепровское» менее чем два года, имея опыт разработки сложного РЭА , налаженными технологиями САПР и опытом разработки и внедрения С-32 на территории бывшего СССР, выпустили документацию на:
- Цифровую систему коммутации «Днепр» со скоростью цифрового потока 64 кбит/с;
- Опорно-транзитную ЭАТС;
- Сельскую и малую ЭАТС;
- Источники питания и прочую аппаратуру.

Все оборудование выполнялось в корпусах совместимое с 19" телекоммуникационной стойкой.
В дальнейшем было разработано ещё несколько вариантов ЭАТС:
- Маломерная ЭАТС «Сура»[5]
- ЭАТС «Кильчень»[6]
- Защищенная ЭАТС «Бастион»[7].

В сети связи Украины установлено АТС ЦСК «Днепр» различных модификаций общей емкостью более 1 млн абонентов.